# سانشو الثاني ملك البرتغال
سانشو الثاني (بالبرتغالية: Sancho II de Portugal) (8 سبتمبر 1209، كويمبرا - 4 يناير 1248، توليدو ) كان ملك البرتغال ( 26 مارس 1223 - 4 ديسمبر 1247) عزل عن الحكم في 24 يوليو 1245 من قبل أخيه الملك لاحقا ألفونسو الثالث و فر هرباً نحو قشتالة حيث توفي هناك في طليطلة وتويج أخيه الصغير ملكاً على البرتغال في 4 يناير 1248 هو الابن البكر لملك ألفونسو الثاني وزوجته أوراكا ابنة ألفونسو الثامن ملك قشتالة وذلك هي حفيدة ملك الإنجليزي هنري الثاني من ابنته ليونور وأيضا هو حفيد سانشو الأول، ثاني ملك البرتغال أصبح ملكاً بعد وفاة والده في عام 1223 إلى أن تم عزله من قبل أخيه عام 1245 وأصبح يحكمها اسميا وحتى وفاته عام 1248 في المنفى توليدو.

## عهده
بحلول وقت جلوسه على العرش في 1223 البرتغال كانت متورطة في نزاع دبلوماسي صعب مع الكنيسة الكاثوليكية، بحيث والده ألفونسو الثاني تم حرمانه من قبل البابا هونوريوس الثالث لمحاولاته تقليص سلطة الكنيسة داخل البلد، وتم توقيع معاهدة العشرة مقالات بين البابا وسانشو الثاني، ولكنها دفعت الملك القليل من الاهتمام الوفاء بها كانت الاولويته بالنسبة له هي حروب الاسترداد، إعادة فتح شبه الجزيرة الايبيرية الجنوبية من الموحدون في 1236 غزا سانشو الثاني عدة مدن في الغرب وماوراء نهر التاجة في جنوب غربي الاندلس لتأمين موقف البرتغال في المنطقة.

## نزاع في العرش
أثبتت سانشو الثاني قدرته كقائد ولكن فيما يتعلق بالقضايا الإدارية كان أقل كفاءةً، ركز اهتمامه على الحملات العسكرية، كانت أرض مفتوحة لخلافات داخلية كان النبلاء مستاءون من سلوك الملك وبدؤا في التآمر ضده، وعلاوة على ذلك إن الطبقة الوسطى من التجار دائما تتشاجر مع رجال الدين دون أي تدخل من الملك، ونتيجة لذلك فإن رئيس الأساقفة بورتو قدم بشكوى رسمية لـ بابا حول هذا موضوع، وبما أن الكنيسة كانت القوة العظمى في القرن الثالث عشر البابا إنوسنت الرابع أصدر مرسوم يأمر البرتغاليين لاختيار ملك جديد ليحل محل هذا زنديق.
عام 1246 النبلاء المتمردين دعوا شقيقه أفونسو الذي كان يعيش في فرنسا بحيث كان كونت بولوني لاتخاذ العرش أفونسو تنازل فوراً عن ممتلكاته الفرنسية وسار إلى البرتغال.

## المنفى ونهايته
سانشو الثاني تم عزله من العرش في 1247 و فر إلى المنفى في طليطلة حيث توفي في 4 يناير 1248.